# Wünnewil-Flamatt
Wünnewil-Flamatt (do 1974 Wünnewil) – gmina (fr. commune; niem. Gemeinde) w Szwajcarii, w kantonie Fryburg, w okręgu Sense. Powierzchnia wynosi 13,27 km². Populacja 31 grudnia 2020 roku wynosiła 5 559 osób.

## Demografia
W Wünnewil-Flamatt mieszka 5 559 osób. W 2020 roku 20,2% populacji gminy stanowiły osoby urodzone poza Szwajcarią.
89,5% mieszkańców gminy jest niemieckojęzycznych, 4,7% albańskojęzycznych, a 1,8% francuskojęzycznych (rok 2000).

## Transport
Przez gminę przebiega autostrada A12 oraz droga krajowa 12, obie łączą Berno z Fryburgiem.
W Wünnewil-Flamatt znajdują się również stacje kolejowe: Wünnewil, Flamatt oraz Flamatt Dorf. Na stacji Flamatt od linii kolejowej Mittellandlinie odgałęzia się linia Flamatt–Laupen (dawniej do Gümmenen w gminie Mühleberg).

## Zabytki
Na terenie gminy znajduje się pięć budynków wpisanych na listę dziedzictwa jako cztery obiekty klasy A:
- dwór de Weck
- kaplica św. Beatusa (St. Beatus)
- dwa budynki mieszkalne Flamatt 1 i 2
- budynek dawnego urzędu celnego (Zolllhaus)

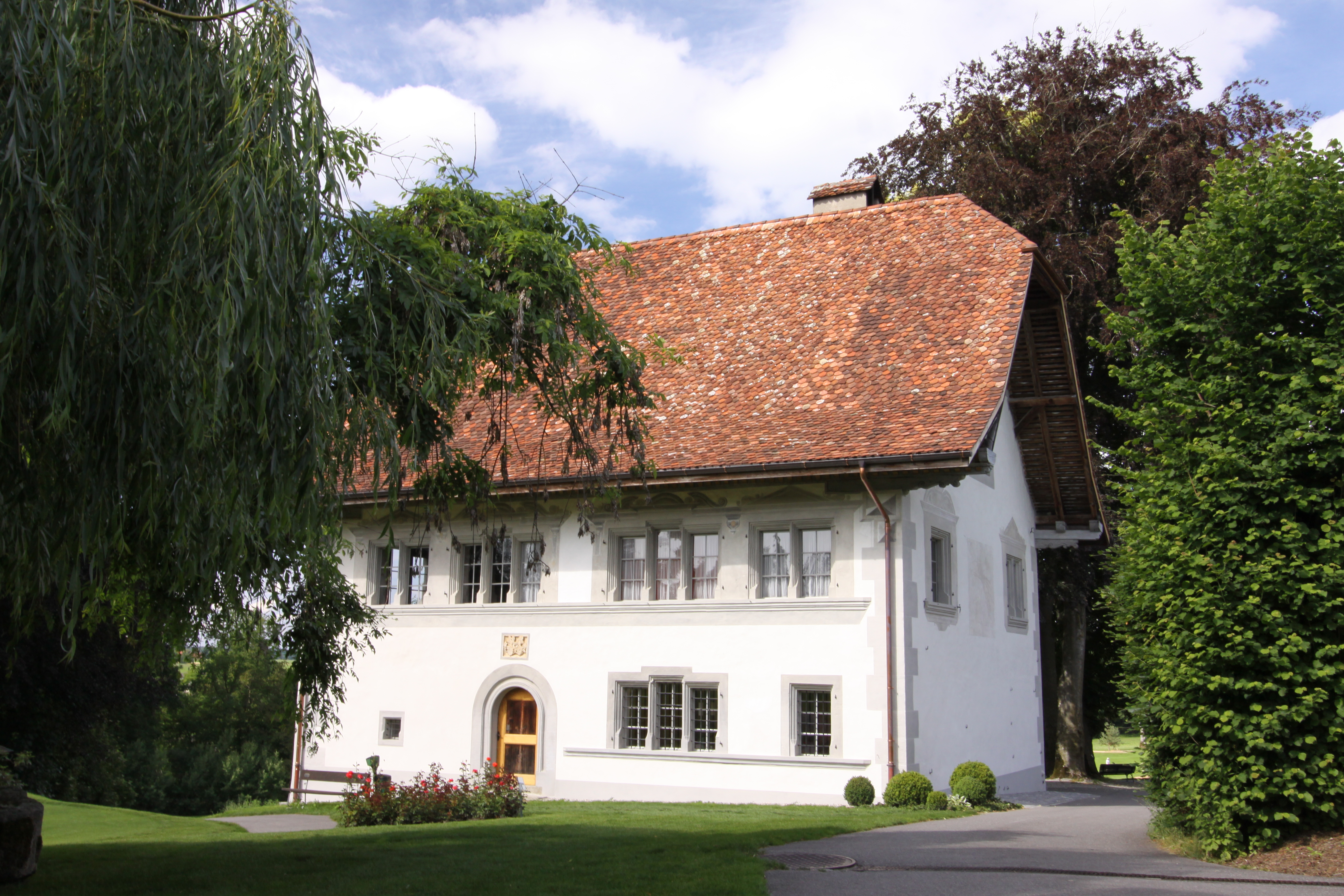
Dwór de Weck
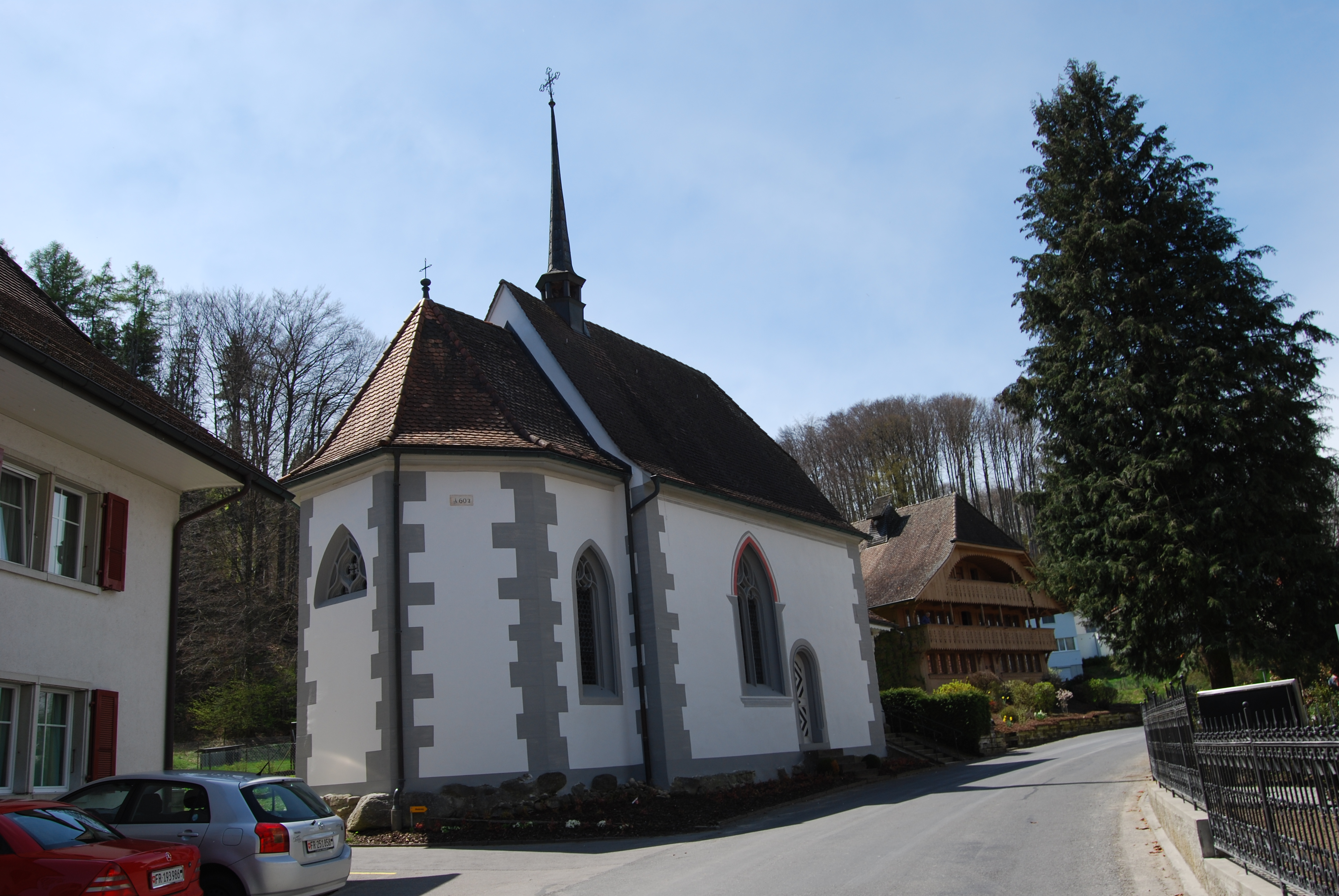
kaplica św. Beatusa (St. Beatus)
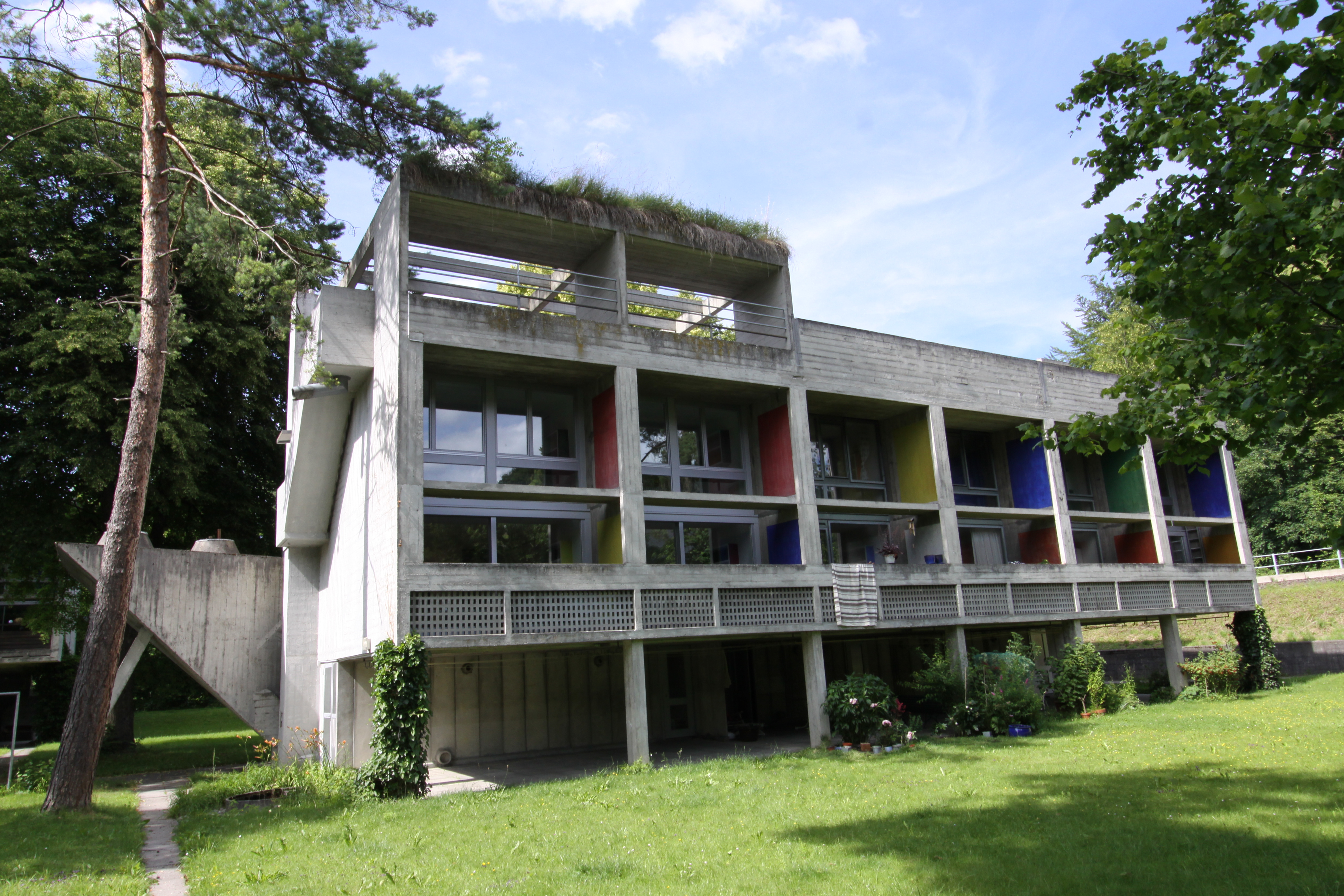
budynki Flamatt 1 i 2
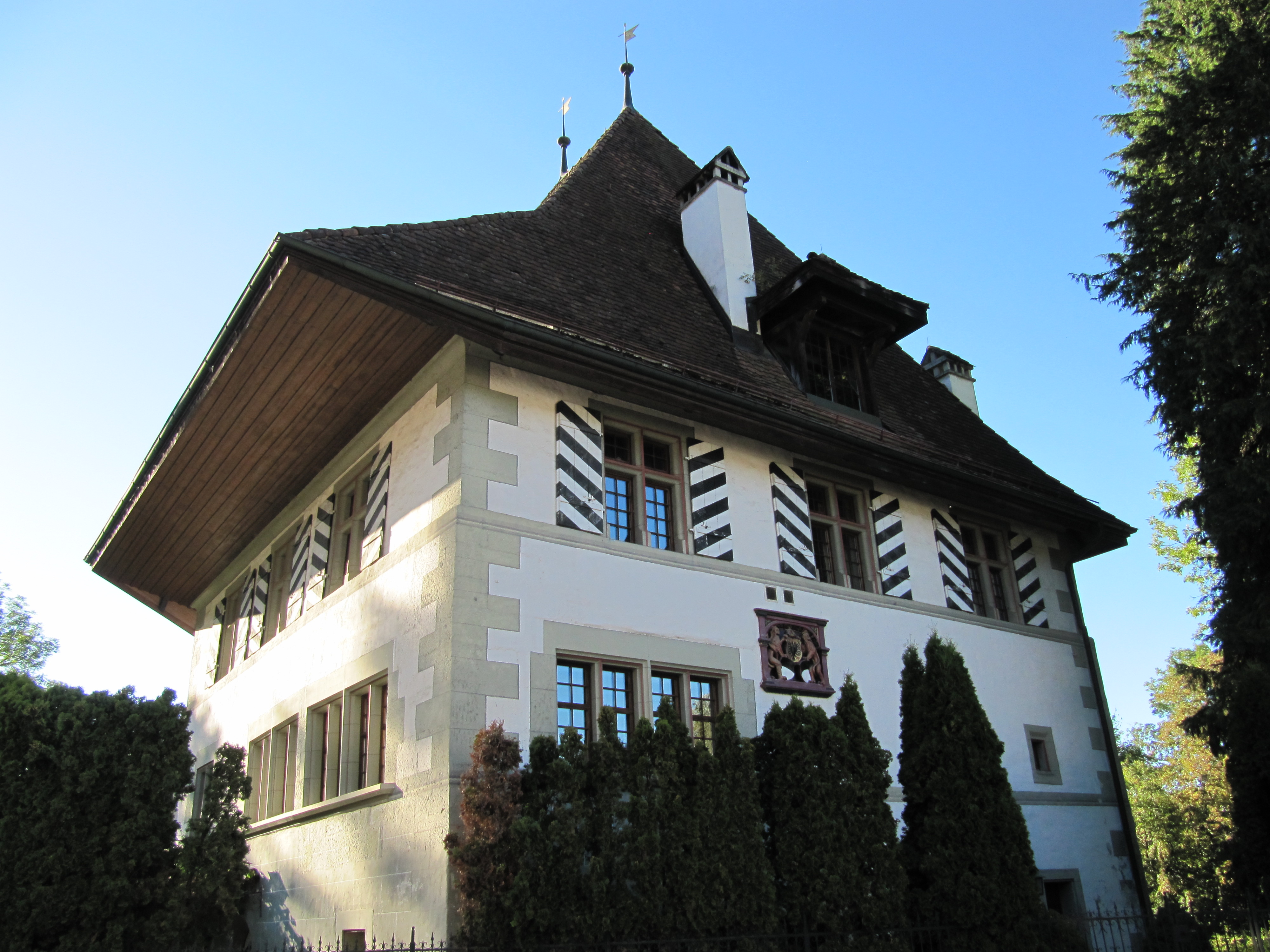
dawny urząd celny (Zollhaus)